# Revoluční vojenská vláda Peru
Revoluční vojenská vláda Peru nebo Revoluční vláda ozbrojených sil Peru (španělsky Gobierno Revolucionario de la Fuerza Armada), v peruánské historiografii uváděno jako Radikální vojenská reforma (španělsky Reformismo militar radical) začala v říjnu 1968 vojenským státním převratem. Vlády se chopila vojenská junta, které velel Juan Velasco Alvarado. Oproti jiným jihoamerickým vojenským diktaturám této doby revoluční junta prosazovala ideologii revolučního nacionalismu se silně levicovými tendencemi. Mezi prosazovanými politikami bylo vyhlášení agrární reformy, oficiální uznání kečuánštiny, posílení práv pracujících a posílení postavení dělnických odborů a peruánských indiánů. Další opatření, jako například znárodnění přírodních zdrojů a vyvlastnění společností a médií, však vyvolala vážnou hospodářskou krizi a způsobila mezinárodní izolaci země. Vláda se ale také vyznačovala autoritářstvím, protože netolerovala disent, pravidelně věznila, deportovala a obtěžovala podezřelé politické oponenty a opakovaně uzavírala a cenzurovala rozhlasová a tištěná média.
V reakci na levicové politiky země byl v srpnu 1975 Alvarado svržen ve vojenském převratu vedeném generálem Franciscem Moralesem Bermúdezem, tehdejším předsedou vlády. Ten zvrátil levicové reformy a přidal se k operaci Kondor. V té jihoamerické vojenské diktatury, s podporou Spojených států amerických, koordinovaly potírání levicové opozice. V roce 1979 byla přijata nová demokratizační ústava a v roce 1980 se konaly svobodné prezidentské volby, ve kterých zvítězil Fernando Belaúnde.

## Pozadí
V 50. letech 20. století zahájilo několik nacionalistických vlád v Latinské Americe procesy sociální a ekonomické modernizace a prosazovalo ekonomickou teorii developmentalismu, která prosazovala agrární reformy, industrializaci prostřednictvím substituce dovozu a využívání příjmů pocházejících z těžby přírodních zdrojů. Tak tomu bylo mimo jiné v případě Nové národní ideologie Marcose Péreze Jiméneze ve Venezuele, v bolivijské národní revoluci Víctora Paze Estenssora, ve druhé vládě Carlose Ibáñeze del Campa v Chile nebo v Národním rozvojovém plánu Juscelina Kubitscheka v Brazílii.
V Peru bylo volební vítězství Víctora Raúla Hayi de la Torre, předsedy peruánské strany Aprista, která byla založena jako Alianza Popular Revolucionaria Americana (APRA) – panamerická sociálně demokratická antiimperialistická strana, v roce 1962 anulováno vojenským pučem. Vládní program APRA navrhoval transformaci země a vsadil na agrární reformu, která by ukončila režim poddanství domorodých obyvatel, jež stále existovalo na haciendách. Vojenská junta z roku 1962 vyzvala k novým volbám na následující rok, v nichž zvítězil Fernando Belaúnde, který porazil Hayu s vládním plánem, který také navrhoval reformu země a uzavření nových smluv o využívání přírodních zdrojů, zejména ropy.
Navzdory podpoře ozbrojených sil reformám slíbeným novou vládou nebyl Belaúnde schopen splnit slib agrární reformy ani vyřešit konflikt o vlastnictví peruánské ropy, mimo jiné kvůli ostrému parlamentnímu odporu APRA a pravicové Odriistické národní unie vedené Manuelem Odríou.
Kromě toho se Belaúnde musel potýkat s mobilizací rolníků v Cuzcu vedených Hugem Blancem a s vpádem dvou guerillových sil do země inspirovaných vítězstvím kubánské revoluce: Národní osvobozenecké armády (ELN) pod velením Héctora Béjara a Javiera Herauda a Hnutí revoluční levice (MIR) vedeného militantem APRA Luisem de la Puente Ucedou a Guillermem Lobatónem.

## Historie

### Juan Velasco Alvarado (1968–1975)

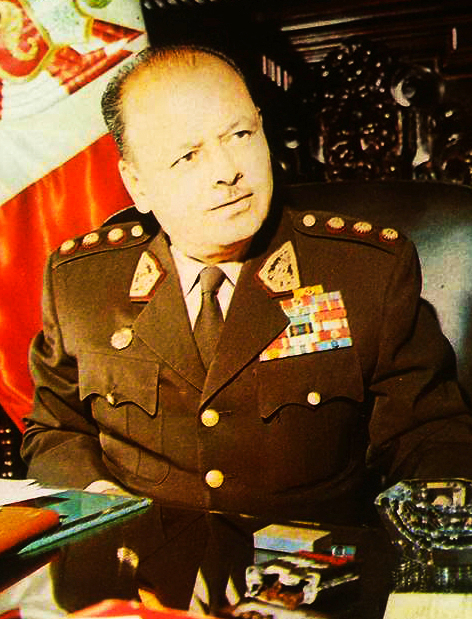
Generál Juan Velasco Alvarado prezidentem (1970)

V roce 1968 vypukl skandál, když prezident Belaúnde podepsal dohodu o prodloužení vlastnění průmyslového komplexu La Brea y Pariñas na těžbu ropy americkou společností International Petroleum Company (šlo o divizi společnosti Standard Oil of New Jersey, dnes ExxonMobil). Skandál vyvolal zejména fakt, že „se ztratila“ stránka s podmínkami. Armáda se proto rozhodla provést převrat, který zdůvodnila tím, že se kvůli skandálu obávala lidového povstání, které by vedla strana APRA. V říjnu 1968 armáda svrhla prezidenta a rozpustila parlament. Fernando Belaúnde byl vyhnán do exilu v Argentině. Armáda ihned poté znárodnila průmyslový komplex La Brea y Pariñas. Ve vojenské juntě byl de facto lídrem jmenován generálmajor Juan Velasco Alvarado.
Velascova administrativa deklarovala záměr poskytnout spravedlnost chudým prostřednictvím režimu znárodňování známého jako Peruanismo. Velascova vláda se vyznačovala levicově orientovanou politikou, jejímž cílem bylo vytvořit silný národní průmysl a zvýšit tak mezinárodní nezávislost Peru. Za tímto účelem znárodnil celá průmyslová odvětví, vyvlastnil společnosti v široké škále činností od rybolovu přes těžbu až po telekomunikace a výrobu energie, sloučil je do jednotných vládních subjektů zaměřených na dané odvětví a zvýšil vládní kontrolu nad ekonomickou činností tím, že tyto subjekty prosadil jako monopoly a demotivoval soukromou činnost v těchto odvětvích. Většinu reforem naplánovali tehdejší levicově orientovaní intelektuálové a některé z nich úspěšně zlepšily kvalitu života v Peru.
Proběhla zásadní reforma vzdělávání, jejímž cílem bylo zahrnout všechny Peruánce a přivést je k novému národnímu myšlení a cítění; v tomto systému byli upřednostňováni chudí a nejvíce vyloučení. Poizdější reforma vzdělávání z roku 1972 zavedla dvojjazyčné vzdělávání pro domorodé obyvatelstvo And a Amazonie, které tvořilo téměř polovinu populace. V roce 1975 Velascova vláda schválila zákon, kterým se kečuánština stala úředním jazykem Peru, rovnocenným se španělštinou. Peru se tak stalo první latinskoamerickou zemí, která oficiálně uznala domorodý jazyk. Tento zákon však nikdy nebyl uplatňován a přestal platit, když vstoupila v platnost ústava z roku 1979, podle níž jsou kečuánština a ajmarština úředními jazyky pouze tam, kde převládají, jak to nařizuje zákon – zákon, který však nikdy nebyl přijat.
Velasco vnímal revoluci jako takovou, která se stavěla proti kapitalismu i komunismu. Snažili se tak zavést tzv. třetí cestu. Peruanismo se ale také vyznačovalo autoritářstvím, protože administrativa netolerovala jakékoli úrovně disentu, pravidelně věznila, deportovala a obtěžovala podezřelé politické oponenty a opakovaně uzavírala a cenzurovala rozhlasová a tištěná média, až nakonec v roce 1974 vyvlastnila všechny noviny a poslala vydavatele do exilu.
Základním kamenem Velascovy politické a ekonomické strategie bylo zavedení programu agrární reformy, jehož cílem bylo vyvlastnit farmy a diverzifikovat vlastnictví půdy. Během prvních deseti let u moci Revoluční vláda ozbrojených sil vyvlastnila 15 000 nemovitostí (celkem devět milionů hektarů) a udělila je přibližně 300 000 rodin. Bývalí velkovlastníci půdy, kteří se tomuto programu postavili, se domnívali, že za zabavený majetek nedostali odpovídající náhradu.
Dne 5. února 1975 došlo k policejní stávce, která vyvolala nepokoje a rabování v historickém centru Limy, což vedlo k masivnímu nárůstu kriminality a nepokojů v hlavním městě a urychlilo pád Velasca. Tato událost byla později známá jako Limazo. O několik měsíců později došlo k Tacnazu, vojenskému puči, kterým se generál Francisco Morales Bermúdez stal 29. srpna 1975 de facto prezidentem, čímž začala druhá fáze revoluční vlády.

### Francisco Morales Bermúdez (1975–1980)

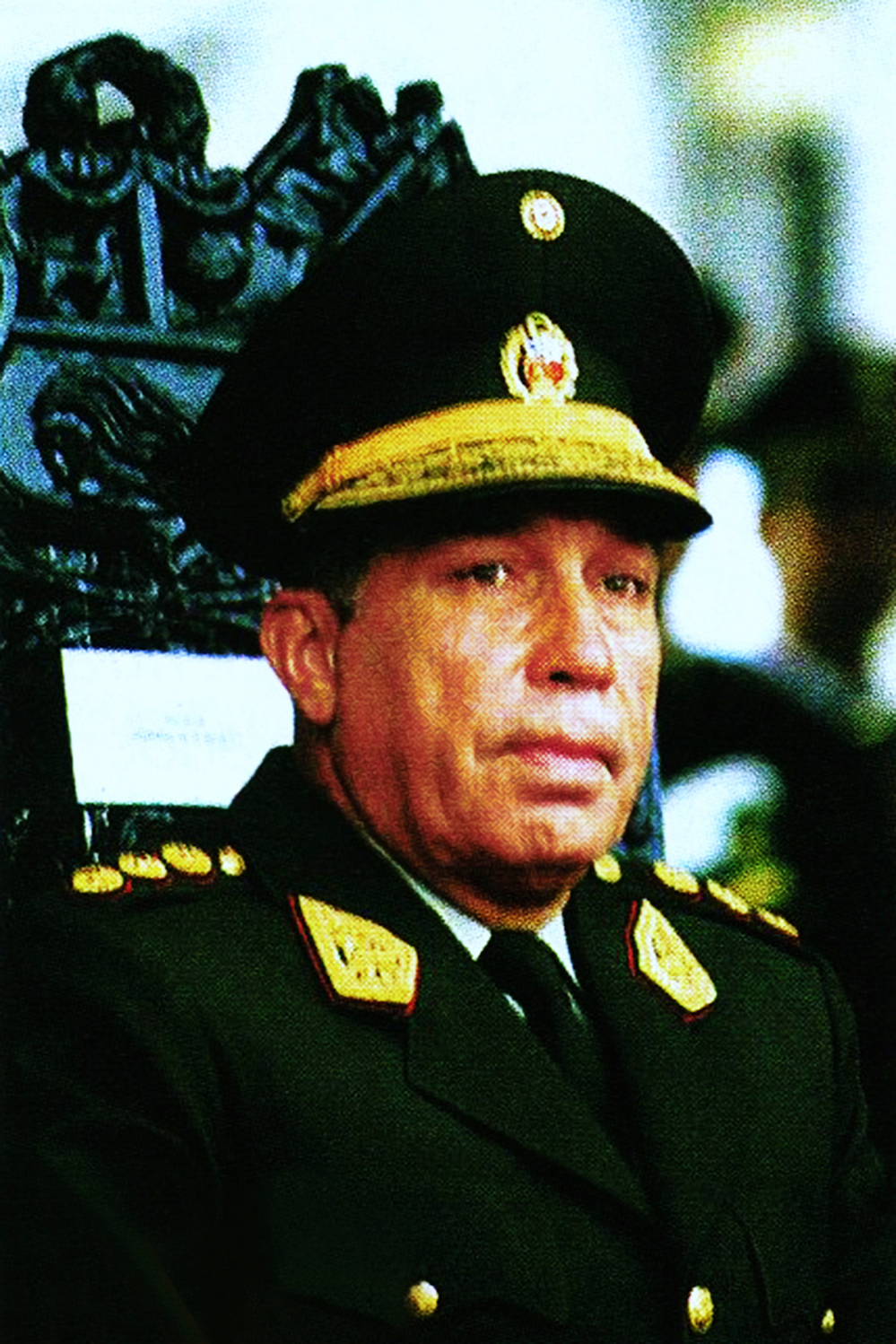
Generál Francisco Morales Bermúdez prezidentem (1975)

Velasco Alvarado byl v roce 1975 svržen svým premiérem Franciscem Moralesem Bermúdezem, který zrušil mnoho levicových reforem a připojil se k operaci Kondor. Jeho vláda potlačila protesty, které eskalovaly v důsledku inflace.
Administrativa Moralese Bermúdeze převzala zemi ve vážné hospodářské krizi. Ekonomika se neustále zhoršovalam a to rostoucí inflací a recesí, stejně jako rostoucí nezaměstnaností. Tato situace vedla k velké sociální nespokojenosti, kdy mnoho lidí z dělnické třídy, zejména těch nejblíže odborům, začalo v každém vládním kroku vidět obrat vojenské revoluce směrem k podřízení se Mezinárodnímu měnovému fondu.
Odbory vyhlásily dvě generální stávky. První stávka se konala 19. července 1977 a jejím cílem bylo požadovat zlepšení situace v oblasti zaměstnanosti a mezd, a druhá v květnu následujícího roku s širším seznamem požadavků. Morales Bermúdez byl nucen svolat ústavodárné shromáždění, kterému předsedal Víctor Raúl Haya de la Torre, a vypsat nové volby na rok 1980. Revoluční vláda skončila po znovuzvolení Fernanda Belaúndeho.
Na konci vojenské diktatury vedly rostoucí problémy se splácením zahraničního dluhu a neefektivnost státní správy k začátku dlouhodobé hospodářské krize a neřešení sociálních problémů, které se v pozdějších letech zhoršovaly.

## Umění a kultura
Během první fáze revoluční vlády došlo k silnému rozmachu peruánské kinematografie a literatury. V tomto období dosáhli mezinárodního uznání mladí peruánští spisovatelé, jako například Mario Vargas Llosa, Alfredo Bryce Echenique a Julio Ramón Ribeyro. Kromě toho se objevily důležité iniciativy, které propagovaly čtení v Peru, jako například iniciativa Populibros Peruanos, která vydala více než sedmdesát titulů, nebo Peruánská knihovna PEISA, která znovu vydávala knihy o historii a aktuálním národním dění.
Současně peruánská kinematografie zažila boom s domorodými tématy díky financování revoluční vlády prostřednictvím Národního systému podpory mobilizace (SINAMOS). Vznikaly filmy jako Runan Caycu (1973) od Nory de Izcue a dokumentární drama Kuntur Wachana (1977) od Federica Garcíi Hurtada.
Peruánské umění bylo také ovlivněno peruánskou revolucí. Ředitelství pro podporu a šíření agrární reformy sponzorovalo zrod achorado popu umělce Jesúse Ruize Duranda. Ruiz vytvořil plakáty, loga a dokonce i komiksy, kde jsou protagonisty rolníci, dělníci a domorodé obyvatelstvo, přičemž se inspiroval estetikou pop artu a prezentoval peruánského Indiána „achorado“ jako synonymum vzdoru a drzosti.

## Mezinárodní vztahy

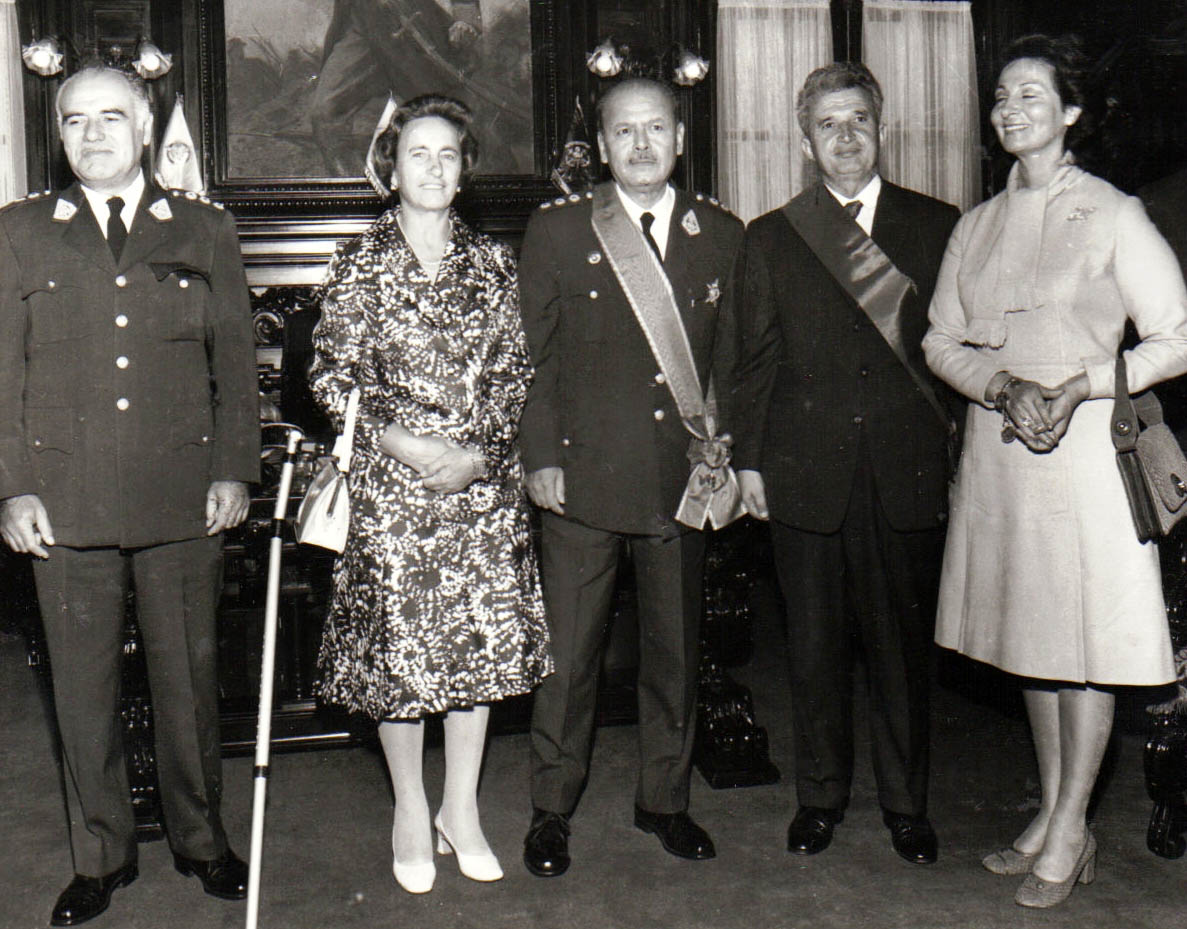
Prezident Juan Velasco Alvarado na setkání s rumunským prezidentem a diktátorem Nicolaem Ceaușescem (1973)

V zahraniční politice, na rozdíl od svých latinskoamerických současníků ze 70. let, kteří byli většinou pravicovými vojenskými diktaturami, Velasco usiloval o partnerství s komunistickými zeměmi, počínaje Československem a Jugoslávií. Do roku 1969 navázal vřelé vztahy se sovětským blokem, upevnil vztahy s Kubou a Fidelem Castrem, stejně jako s Rumunskem a Nicolaem Ceaușescem a provedl velké nákupy sovětské vojenské techniky.
Vztahy mezi Spojenými státy a Peru byly napjaté a dokonce nepřátelské, jakmile se k moci dostal generál Velasco a jeho junta. To bylo způsobeno socialisticky orientovanou politikou vlády (respektive americkým antikomunismem; ačkoliv Peru nebylo komunistické), ale také přesvědčením peruánské veřejnosti, že USA obecně upřednostňují jiné národy, jako bylo Chile pod generálem Pinochetem. Neshody mezi Spojenými státy a Peru pokračovaly v široké škále otázek, včetně nároku Peru na limit rybolovu 200 námořních mil (370 km), který vedl k zabavení několika amerických komerčních rybářských lodí a vyvlastnění americké společnosti Cerro de Pasco Corporation na těžbu mědi. Navzdory tomuto však USA v roce 1970 okamžitě reagovaly humanitární pomocí, když zemětřesení zabilo asi 50 000 lidí a přes 600 000 jich přišlo o domov. Vztahy s USA se zlepšily, jakmile se dostal k moci pravicový generál Francisco Morales Bermúdez a přidal se k operaci Kondor.